# Heterocope septentrionalis
Heterocope septentrionalis is een eenoogkreeftjessoort uit de familie van de Temoridae. De wetenschappelijke naam van de soort is voor het eerst geldig gepubliceerd in 1915 door Juday & Muttkowski.